# Oceanapia zoologica
Oceanapia zoologica är en svampdjursart som först beskrevs av Arthur Dendy 1905.  Oceanapia zoologica ingår i släktet Oceanapia och familjen Phloeodictyidae.
Artens utbredningsområde är Sri Lanka. Inga underarter finns listade i Catalogue of Life.